# No Way Man
"No Way Man' (ノーウェイマン, Noo Wei Man) é o 54º single (penúltimo no período Heisei ) do grupo de ídolos japoneses AKB48 . Foi lançado no Japão pela King Records em 28 de novembro de 2018. O single apresenta Sakura Miyawaki como vocalista líder, além de ser o último a apresentar esta, Hitomi Honda e Nako Yabuki, as três concorrentes vencedoras do Produce 48, antes de iniciarem suas atividades no Iz One.

## Videoclipe
O videoclipe de "No Way Man" foi lançado em 26 de outubro de 2018. Uma crítica da Billboard no Japão afirmou que o vídeo mostrava a coreografia mais exigente do grupo até o momento. O videoclipe oficial foi publicado no canal oficial do AKB48 no YouTube O videoclipe apresenta performances dramáticas dos membros do grupo, apoiadas por uma variedade de cores e luzes piscantes.

## Desempenho comercial
"No Way Man" estreou no topo da parada de singles da Oricon em seu primeiro dia, com 1.173.015 cópias físicas vendidas O single ficou no topo do gráfico no segundo e no terceiro dia e caiu para o número três no quarto dia. A música estreou no topo da parada em sua primeira semana, com 1.205.009 cópias físicas vendidas.
Em 28 de outubro de 2018, "No Way Man" ultrapassou 2,5 milhões de visualizações no YouTube . Nas primeiras 24 horas de publicação on-line, acumulou 1,39 milhão de visualizações.
Em 28 de novembro, a Billboard Japan informou que o single vendeu 1.313.247 cópias em vendas conjuntas em seu primeiro dia, tornando-se o quarto single lançado pelo AKB48 em 2018 a superar a marca de um milhão em seu primeiro dia (seguido por "Jabaja" com 1,1 milhão de cópias)., "Teacher Teacher", com 2,58 milhões de cópias, e "Sentimental Train", com 1,31 milhão de cópias vendidas.) 
A canção estreou no número 70 na Billboard Japan Hot 100 na semana que terminou 03 de dezembro de 2018, e liderou as paradas na semana seguinte. "No Way Man" é o quinto single mais vendido de 2018 na Oricon.

## Lista de músicas
| Type A |                                                         |         |         |  |
| N.º    | Título                                                  | Arranjo | Duração |  |
| 1.     | "No Way Man"                                            | APAZZI  | 5:18    |  |
| 2.     | "Ike no Mizu wo Nukitai" (池の水を抜きたい」池の水選抜) |         |         |  |
| 3.     | "Wakariyasukute Gomen" (わかりやすくてごめん)           |         |         |  |
| 4.     | "No Way Man" (Off Vocal Ver.)                           |         |         |  |
| 5.     | "Ike no Mizu wo Nukitai" (Off Vocal Ver.)               |         |         |  |
| 6.     | "Wakariyasukute Gomen" (Off Vocal Ver.)                 |         |         |  |

| Type B |                                                         |         |  |
| N.º    | Título                                                  | Duração |  |
| 1.     | "No Way Man"                                            |         |  |
| 2.     | "Ike no Mizu wo Nukitai" (池の水を抜きたい」池の水選抜) |         |  |
| 3.     | "Soredemo Kanojo wa" (それでも彼女は)                   |         |  |
| 4.     | "No Way Man" (Off Vocal Ver.)                           |         |  |
| 5.     | "Ike no Mizu wo Nukitai" (Off Vocal Ver.)               |         |  |
| 6.     | "Soredemo Kanojo wa" (Off Vocal Ver.)                   |         |  |

| Type C |                                                         |         |  |
| N.º    | Título                                                  | Duração |  |
| 1.     | "No Way Man"                                            |         |  |
| 2.     | "Ike no Mizu wo Nukitai" (池の水を抜きたい」池の水選抜) |         |  |
| 3.     | "Ohayo Kara Hajimaru Sekai" (おはようから始まる世界)    |         |  |
| 4.     | "No Way Man" (Off Vocal Ver.)                           |         |  |
| 5.     | "Ike no Mizu wo Nukitai" (Off Vocal Ver.)               |         |  |
| 6.     | "Ohayo Kara Hajimaru Sekai" (Off Vocal Ver.)            |         |  |

| Type D |                                                         |         |  |
| N.º    | Título                                                  | Duração |  |
| 1.     | "No Way Man"                                            |         |  |
| 2.     | "Ike no Mizu wo Nukitai" (池の水を抜きたい」池の水選抜) |         |  |
| 3.     | "Saikyou Twintail" (最強ツインテール)                   |         |  |
| 4.     | "No Way Man" (Off Vocal Ver.)                           |         |  |
| 5.     | "Ike no Mizu wo Nukitai" (Off Vocal Ver.)               |         |  |
| 6.     | "Saikyou Twintail" (Off Vocal Ver.)                     |         |  |

| Type E |                                                         |         |  |
| N.º    | Título                                                  | Duração |  |
| 1.     | "No Way Man"                                            |         |  |
| 2.     | "Ike no Mizu wo Nukitai" (池の水を抜きたい」池の水選抜) |         |  |
| 3.     | "Yume e no Process" (夢へのプロセス)                    |         |  |
| 4.     | "No Way Man" (Off Vocal Ver.)                           |         |  |
| 5.     | "Ike no Mizu wo Nukitai" (Off Vocal Ver.)               |         |  |
| 6.     | "Yume e no Process" (Off Vocal Ver.)                    |         |  |

| Theater edition |                                                         |         |  |
| N.º             | Título                                                  | Duração |  |
| 1.              | "No Way Man"                                            |         |  |
| 2.              | "Ike no Mizu wo Nukitai" (池の水を抜きたい」池の水選抜) |         |  |
| 3.              | "Mimi wo Fusage!" (耳を塞げ！)                          |         |  |
| 4.              | "No Way Man" (Off Vocal Ver.)                           |         |  |
| 5.              | "Ike no Mizu wo Nukitai" (Off Vocal Ver.)               |         |  |
| 6.              | "Mimi wo Fusage!" (Off Vocal Ver.)                      |         |  |

## Desempenho nas paradas musicais
| País — Tabela musical (2018) | Posição de pico |
| ---------------------------- | --------------- |
| Japão (Oricon)               | 1               |
| Japão (Hot 100)              | 1               |

| País — Tabela musical (2018) | Posição |
| ---------------------------- | ------- |
| Japão (Oricon)               | 5       |

## Vendas e Certificações
| Região                                              | Certificação | Vendas    |
| --------------------------------------------------- | ------------ | --------- |
| Japão (RIAJ)                                        | Milhão       | 1,000,000 |
| *números de vendas baseados somente na certificação |              |           |